# 日本視覚障害者団体連合
社会福祉法人日本視覚障害者団体連合（にほんしかくしょうがいしゃだんたいれんごう）は、視覚障害者による盲人福祉の充実、盲人の人権擁護、視覚障害者の教育・就業・生活などの環境改善を目的として、1948年（昭和23年）に設立された社会福祉団体。2019年9月30日までの名称は「日本盲人会連合」（略称「日盲連」）であった。

## 組織
47都道府県と13の政令指定都市（17の政令指定都市のうち、新潟市、静岡市、浜松市と北九州市を除く）の60の「視覚障害者協会」で構成されている。本来は、「盲人会」の連合であったが、「盲人」という言葉が、訓読みでは「めくらのひと」になり、差別用語に該当するため、地方組織はすべて「視覚障害者協会」と改称している。会員は公称5万人である。
「視覚障害者の自立と社会参加」をモットーに、視覚障害者のニーズを反映させるための陳情や請求運動を行うほか、会員同士の親睦会や研修会、点字図書や録音図書の制作、さらに、点字器や白杖をはじめとした視覚障害者福祉用品（盲人用具）の開発や購買活動などが行われている。

## 業務団体としての活動
1970年代半ばまで鍼医（はりい）さん、灸医（きゅうい）さん、あん摩さんと言えば、ほとんどが視覚障害者だった。2000年代にはこの業界の従事者も7割以上が健常者になった。職業団体ではないが、日本鍼灸師会・全日本鍼灸マッサージ師会・日本あん摩マッサージ指圧師会と共に、鍼灸マッサージ業界4団体の一つとして、政治活動などを行っており、会員は保険鍼灸マッサージ師会への入会資格が認められている。1990年代後半からは、整体・カイロプラクティックなどの、無資格者の治療行為の禁止を求める運動を展開している。